# АИ-10
АИ-10 (М-10) — советский поршневой 5-цилиндровый звездообразный четырёхтактный авиационный двигатель воздушного охлаждения.
Был разработан в ОКБ-478 под руководством А. Г. Ивченко. Задание на разработку двигателя М-10 было получено в 1946 году. Проектировался с начала 1947 года. В октябре 1947 года были изготовлены 3 опытных экземпляра, которые использовали для заводских стендовых испытаний.
В мае 1948 года М-10 прошёл государственные испытания и был переименован в АИ-10.
Серийно двигатель не производился.

## Применение
АИ-10 проходил лётные испытания в 1948 году на самолете По-2, в 1949 году — на самолете Як-20.